# Graça Pires
Graça Pires (Figueira da Foz, 22 de Novembro de 1946) é uma poetisa portuguesa. 
É licenciada em História pela Faculdade de Letras da Universidade de Lisboa.

Editou o seu primeiro livro em 1990, depois de ter recebido o Prémio Revelação de Poesia da Associação Portuguesa de Escritores com o livro Poemas.

## Livros publicados
- Poemas. Lisboa: Vega, 1990. - ISBN: 972-699-245-1
- Outono: lugar frágil. Fânzeres: Junta de Freguesia da Vila de Fânzeres, 1993 - Depósito Legal nº 76441/ 94
- Ortografia do olhar. Lisboa: Éter, 1996. – ISBN: 972-755-042-8
- Conjugar afectos. Lisboa: Sindicato dos Bancários do Sul e Ilhas, 1997
- Labirintos. Murça:  Câmara Municipal de Murça, 1997. – ISBN: 972-97337-0-8
- Reino da Lua. Lisboa: Escritor, 2002. – ISBN: 972-8590-52-0
- Uma certa forma de errância. Vila Nova de Gaia: Ausência, 2003. – ISBN: 989-553-066-8.
- Quando as estevas entraram no poema. Sintra: Câmara Municipal, 2005. – ISBN: 972-8875-09-6
- Não sabia que a noite podia incendiar-se nos meus olhos. Ed. autor, 2007. – Depósito Legal nº 256379/07
- Uma extensa mancha de sonhos. Fafe: Labirinto, 2008. – ISBN: 978-972-8616-64-9
- O silêncio: lugar habitado. Fafe: Labirinto, 2009. – ISBN: 978-972-8616-99-1
- A incidência da luz. Fafe: Labirinto, 2011. – ISBN: 978-972-8616-14-4
- Uma vara de medir o sol. São Paulo: Intermeios, 2012). – ISBN: 978-85-64586-12-3
- Poemas escolhidos: 1990-2011. Ed. Autor, 2012. – Depósito Legal nº 343899/12
- Caderno de significados. Póvoa de Santa Iria: Lua de Marfim, 2013. – ISBN: 978-989-8524-60-7
- Espaço livre com barcos. Macedo de Cavaleiros: Poética, 2014. – ISBN: 978-989-98509-7-2
- Uma claridade que cega. Macedo de Cavaleiros: Poética, 2015. – ISBN: 978-989-99458-4-5
- Uma claridade que cega. São Paulo: Intermeios, 2015). -  ISBN: 978-85-8499-034-4
- Fui quase todas as mulheres de Modigliani. Braga: Poética, 2017. – ISBN: 978-989-99830-4-5
- Uma vara de medir o sol. Lisboa: Coisas de Ler, 2018. – ISBN: 978-989-8878-15-1
- A solidão é como o vento. Braga: Poética, 2020. – ISBN: 978-989-54747-4-5
- Jogo sensual no chão do peito. Fafe: Labirinto, 2020. – ISBN: 978-989-54902-7-1
- Antígona passou por aqui. Lisboa: Poética, 2021. – ISBN: 978-989-9070-17-2
- A poesia move-se na sombra?. Lisboa: edição digital oferecida pela autora, 2022
- O improviso de viver. Lisboa: Poética, 2023. – ISBN: 978-989-9070-55-4
- Era madrugada em Lisboa: louvor a um dia com tantos dias dentro. Lisboa: Poética, 2024. – ISBN: 978-989-9070-55-4
- Talvez haja amoras maduras à entrada da noite. Lisboa: Poética, 2015. – ISBN: 978-989-9241-10-7

## Participações em antologias
- O Tejo e a margem sul na poesia portuguesa. Seixal: Câmara Municipal, 1993. - Depósito Legal nº 63041/93
- Cem poemas portugueses no feminino. Lisboa, Terramar, 2005. – ISBN: 972-710-382.0
- Um poema para Ramos Rosa. Fafe: Labirinto, 2008. – ISBN: 978-972-8616-73-1
- Divina música: antologia de poesia sobre música. Org. Amadeu Baptista. Viseu, Conservatório Regional de Música Dr. José de Azerêdo Perdigão, 2009. – ISBN 978-989-96558-0-5
- Saudade: revista de poesia. Amarante: Associação Amarante Cultural, 2010. – ISSN: 1645-3352
- Abril: 40 anos. Lisboa: APE, 2014. - ISBN: 978-972-780-443-6
- Clepsydra: antologia poética. Lisboa: Coisas de Ler, 2014. – ISBN: 978-989-8659-47-7
- Por la carretera de Sintra: antologia de poesia portuguesa contemporânea. Edição bilingue com tradução de Marta López Vilar. La Lucerna, 2015. - ISBN: 978-84-940374-7-4
- A CNB e os poetas. Lisboa: CNB, 2014-2016
- As vozes de Isaque: derivações poéticas a partir da obra “O último poeta”, de Paulo M. Morais. Braga: Poética, 2016. – ISBN: 978-989-99696-3-6
- Solstícios e Equinócios. Lisboa: Edições Vieira da Silva, 2016. – ISBN: 978-989-736-688-8
- Apulée: revue de Littérature et de Réflexion. Paris: Éditions Zulma, 2016 . - ISBN: 978-2-84304-762-6
- Antologia de poetas figueirenses:1875-2023. Figueira da Foz: Câmara Municipal, 2018. – ISBN: 978-972-9140-98-3
- CONTINUUM: antologia poética. Braga: Poética, 2018. -  ISBN: 978-989-99978-3-7
- José Correia Tavares: tributo. Lisboa: APE, 2018
- A minha palavra: antologia de escritos avulsos. Edição comemorativa do 5.º aniversário da Poética Edições. Braga: Poética, 2018. – ISBN: 978-989-54178-1-0
- 30 anos de poesia: antologia do prémio nacional de poesia Vila de Fânzeres 1990-2020. – ISBN: 978-972-8413-20-3
- A norte do futuro: homenagem poética a Paul Celan no centenário do seu nascimento. Organização e prefácio de Maria Teresa Dias Furtado. Braga: Poética, 2020. – ISBN: 978-989-54899-8-5
- Acanto: revista de poesia. Leiria: Hora de Ler, 2021. – Depósito Legal nº 480417/21
- Sou tu quando sou eu. homenagem à amizade: antologia de poemas inéditos. Organização e prefácio de Maria Teresa Dias Furtado. Braga: Poética, 2021. -  ISBN: 978-989-9070-02-8
- 13 poetas portugueses contemporâneos: antologia bilingue. Seleção: Virgínia do Carmo. Tradução: Amalia Sato. Buenos Aires: Leviatán, 2021. – ISBN: 978-987-8381-36.7
- Água Silêncio Sede: homenagem poética a Maria Judite de Carvalho no centenário do seu nascimento. Selecção e organização de Lília Tavares e Carlos Campos. Braga: Poética, 2021
- 50 anos APE. 25 de abril. Lisboa: APE. ISSN:0872-6310
- São cravos: 50 anos de abril, 100 poemas. Fafe: Labirinto, 2024. - ISBN 978-989- 35560-2-3

## A poesia de Graça Pires no teatro
Inspirado no livro Jogo sensual no chão do peito, foi levado à cena, no Teatro São Luiz, em Lisboa, de 31 de Maio a 9 de Junho 2023, o solo dramático Isadora, Fala!, com a actriz Rita Lello.
Cartaz do Teatro

## Trabalhos académicos sobre a poesia de Graça Pires
- Dissertação da Tese de Mestrado em Língua, Literatura e Interculturalidade da Universidade de  Goiás: "A metáfora da água na Poesia de Graça Pires: memória, infância e solidão”, elaborada por Lourdes Divina Ortiz de Camargo, Agosto 2020.

## Prémios recebidos
- Prémio Revelação de Poesia da Associação Portuguesa de Escritores, com Poemas (1988)
- Prémio Nacional de Poesia Sebastião da Gama, com Labirintos (1993)
- Prémio Nacional de Poesia da Vila de Fânzeres, com Outono: lugar frágil (1993)
- Prémio Nacional de Poesia 25 de Abril, com Ortografia do olhar (1995)
- Grande Prémio Literário do I Ciclo Cultural Bancário do SBSI, com Conjugar afectos (1996)
- Concurso Nacional de Poesia Fernão Magalhães Gonçalves, com Labirintos (1997).
- Prémio Literário Maria Amália Vaz de Carvalho, com Uma certa forma de errância (2003)
- Prémio Literário Oliva Guerra, com Quando as estevas entraram no poema (2004)
- Prémio Nacional Poeta Ruy Belo, da Câmara Municipal de Rio Maior, com o livro O silêncio: lugar habitado (2008)